# Rite écossais primitif
 (décembre 2014).
Le Rite écossais primitif est un rite maçonnique. D'après l'ésotériste Robert Ambelain qui le « réveilla » en 1985, il s'agirait du rite utilisé par la loge Saint Jean d'Écosse de Marseille qui aurait été introduit en France à Saint-Germain-en-Laye dès 1688. Toutefois, comme il n'existe aucune preuve historique de l'existence d'un tel rite en France en 1688, ces affirmations demeurent controversées et sont en l’état des connaissances des historiens considérées comme largement légendaires.

## Histoire

### Histoire du rite selon Robert Ambelain
Selon Robert Ambelain, le Rite écossais primitif aurait été pratiqué par les loges militaires jacobites des régiments écossais et irlandais en exil, adeptes du roi Jacques II d'Angleterre Stuart. Ces loges militaires auraient ensuite essaimé suffisamment pour expliquer l'apparition en 1725 de l'« Ancienne et Très Honorable Société des Francs-Maçons dans le Royaume de France ». Leurs rituels seraient ensuite parvenus à Marseille en 1751 par l'intermédiaire de Georges Duvalmon fondateur de la loge Saint Jean d'Écosse de Marseille. Ils auraient également fortement inspiré le rite de la Stricte Observance templière et le Rite écossais rectifié. La devise du Rite écossais primitif est « Primigenius more majorem ».
C'est cette filiation que revendique l'actuel Rite écossais primitif « réveillé » en 1985 par Robert Ambelain.

### La Grande Loge du Rite écossais primitif
À l’initiative de Robert Ambelain fut créé le 20 décembre 1991 la « Grande Loge du Rite écossais Primitif » ralliant à elle plusieurs loges, dont « Les Écossais Fidèles » à l’Orient de Toulouse. Les années passant, Robert Ambelain perdit la maîtrise de la grande loge qu’il avait créée et celle-ci tomba plus ou moins en désuétude.
En 1997, à la suite du décès de Robert Ambelain, le rite s'est séparé en plusieurs branches et son héritage est controversé. À côté de plusieurs grandes loges travaillant au Rite écossais primitif, ce rite est pratiqué également au sein de la Grande Loge française du Rite écossais primitif, pour laquelle Robert Ambelain avait déposé à la Préfecture de Paris les statuts associatif en janvier 1991.
Depuis 2011, le rite est également pratiqué au sein de la Grande Loge symbolique travaillant au Rite écossais primitif.

### État des recherches historiques
L'expression « Rite écossais primitif », ou plutôt son équivalent en anglais, est apparue à la fin du XIXe siècle dans l'ouvrage « Rituals of degrees of Early Grand Scottish Rite », publié en 1890 par Matthew McBlain. Il s'agissait d'une compilation des rituels du Rite standard d'Écosse, très différents de ceux rédigés par Robert Ambelain.
C'est seulement en 1777, au moment de demander son intégration au sein du Grand Orient de France, que la loge « la Parfaite Égalité » de Saint-Germain-en-Laye revendiqua sa création en 1688 au sein du régiment « Royal Irlandais » arrivé en France à la suite de l'exil de Jacques Stuart. Si les historiens estiment la chose vraisemblable, ce fait historique  n'a jamais pu être démontré, aucun document n'atteste de cette réalité et aucun rituel de l'époque n'a jamais été retrouvé.
En ce qui concerne la loge Saint Jean d'Écosse de Marseille, comme d'autres loges françaises de l'époque, elle prétendait au prestige d'avoir été fondée non par une source anglaise ou continentale, mais par une patente qui aurait été apportée directement d'Écosse par un aristocrate jacobite, en l'occurrence un certain « Duvalmon », « de Valmont » ou « de Valuon », le 17 juin 1751 à son premier Vénérable, un certain Alexandre Routier. Toutefois, elle ne fut jamais en mesure de présenter la patente originale, mais uniquement des copies dont la plus ancienne datait de 1784. De plus, il fut par la suite démontré que les archives de la Grande Loge d'Édimbourg ne contenaient aucun trace de cette supposée patente. Les historiens pensent donc aujourd'hui que cette origine doit être regardée comme légendaire et qu'elle fut particulièrement mise en avant à partir de 1784 dans le but de revendiquer une origine indépendante de nature à justifier son refus de se soumettre à l'autorité du Grand Orient de France. Les copies tardives des rituels de Saint Jean d'Écosse de Marseille qui ont été conservées contiennent des éléments d'origine française qu'on retrouve dans le Rite écossais ancien et accepté comme dans le Rite écossais rectifié.

## L’échelle de grades

### L’échelle de grades établie par Robert Ambelain
Après 1985 et quelques variations probablement consécutives à l'avancée de ses recherches, Robert Ambelain arrête la hiérarchie des grades du Rite écossais primitif à son cinquième grade, celui de Maître Écossais et/ou Chevalier de Saint-André. L'échelle hiérarchique du Rite écossais primitif comprend alors les suivants grades:
1. Apprenti
2. Compagnon
3. Maître (ou "Compagnon Confirmé")
4. Maître Installé (ou encore Maître de Saint Jean ou Maître de Loge)
5. Maître Écossais et/ou Chevalier de Saint-André du Chardon

### Les grades pratiqués aujourd'hui
Loges "rouges"
I. Apprenti
II. Compagnon
III. Maître (anciennement «Compagnon Confirmé»)
Loges de Maîtres de Loge (nécessaire pour diriger une Loge; on peut passer du III. au V a. sans avoir le IV.)
IV. Maître Installé (ou encore Maître de Saint Jean ou Maître de Loge)
Chapitres
V a. Maître Écossais de Saint-André
V b. Chevalier de Saint-André
Ordre Intérieur
VI. Écuyer Novice du Temple
VII. Chevalier du Temple